# Sacred and Profane Love
Sacred and Profane Love é um filme mudo de drama romântico norte-americano de 1921, produzido pela Famous Players-Lasky e distribuído por Paramount Pictures. Foi dirigido por William Desmond Taylor e estrelou Elsie Ferguson com Conrad Nagel. É baseado no livro The Book of Carlotta de Arnold Bennett. É agora um filme perdido.

## Elenco
- Elsie Ferguson - Carlotta Peel
- Conrad Nagel - Emilie Diaz, pianista
- Thomas Holding - Frank Ispenlove
- Helen Dunbar - Constance Peel
- Winifred Greenwood - Mary Ispenlove
- Raymond Blathwayt - Lord Francis Alcar
- Clarissa Selwynne - Sra. Sardis
- Howard Gaye - Albert Vicary
- Forrest Stanley - Samson
- Jane Keckley - Rebecca